# Synapsis brahminus
Synapsis brahminus är en skalbaggsart som beskrevs av Hope 1831. Synapsis brahminus ingår i släktet Synapsis och familjen bladhorningar. Inga underarter finns listade i Catalogue of Life.